# Fescênia
Fescênia foi uma antiga cidade de origem etrusca, que é provavelmente localizada imediatamente ao norte da moderna Corchiano, cerca de 10 km milhas a nordeste de Civita Castellana, no que agora é a Itália central. A Via Amerina a atravessa. Em Riserva S. Silvestro, existem paredes. Na própria Corchiano, entretanto, paredes semelhantes podesm ser acompanhadas, e o sítio é um triângulo característico e forte entre duas gargantas profundas, com o terceiro lado (oeste) cortadas por uma valeta. Aqui, também, resto de duas pontes pode ser visto, e várias tumbas ricas foi escavado.
A frase Versos Fesceninos se refere a um certo tipo de canção de bebedeira popular nos festivais de Roma e em outros lugares, ditas ter vindo da Fescênia. 

Este artigo incorpora texto  (em inglês) da Encyclopædia Britannica (11.ª edição), publicação em domínio público.